# Heusdorf
Heusdorf ist ein Stadtteil von Apolda im Landkreis Weimarer Land in Thüringen.

## Lage
Der Stadtteil Heusdorf befindet sich im östlichen Stadtgebiet und wird von der Landesstraße 1060 tangiert. Außerdem verläuft durch die Gemarkung des Stadtteils die Thüringerbahn. Durch die    Buslinie 285 der PVG Weimaer Land erreicht man die Innenstadt Apoldas oder kommt Richtung Bad Sulza nächstgelegene Bahnhof ist Apolda. 
Große Teile der Gemarkung sind schon bebaut oder sind für weitere Baumaßnahmen vorgesehen. Die noch vorhandene landwirtschaftliche Nutzfläche liegt auf gutem bis sehr gutem Boden und ist für eine weitere Bebauung zu kostbar. 
Das flachhügelige Gelände befindet sich bei einer Höhenlage von 200 Meter NN.

## Geschichte
Heusdorf wurde 1110–1120 erstmals urkundlich erwähnt. Das Schloss Apolda, berichtet man, lag im Amt Heusdorf. 1663 fiel Apolda an Sachsen-Weimar und das Schloss wurde der Universität Jena übertragen. Es wurden 1737 Mineralquellen entdeckt, die der Herzog fassen ließ und Badehäuser errichtete. 1750 wurden nach dem Tod des Herzogs die Gebäude abgerissen.
Das Benediktinerinnenkloster Kloster Heusdorf unterstand dem Thüringer Landgrafen. Dieses Klostergelände wurde im Zuge der Reformation 1536 in ein landesherrliches Gut umgewandelt. Heusdorf kam mit den anderen in Besitz des Klosters befindlichen Orten zum Amt Heusdorf, welches bis 1818 bestand. Dann kam Heusdorf zum Amt Roßla und 1850 zum Verwaltungsbezirk Weimar II (Verwaltungsbezirk Apolda) des Großherzogtums Sachsen-Weimar-Eisenach.
Nach dem Zweiten Weltkrieg wurde das Gut im Rahmen der Bodenreform aufgeteilt und zum Volksgut erklärt. Das Herrenhaus, der Hauptbau des Gutes mit barocken Zierelementen, wurde um 1945 abgebrochen. Die Bauern und das Gut unterlagen dann der Agrarpolitik der DDR. Im Stadtteil Heusdorf siedelten sich Industrie und Gewerbe an, sodass von Vergangenem nicht mehr viel zu sehen ist. Selbst Teile vom Bahngelände sind ungenutzt.

## Persönlichkeiten
- Adolph Baumbach (1825–1903) – Jurist und Mitglied des Konstituierenden Reichstags des Norddeutschen Bundes
- Friedrich Klopfleisch (1831–1898), Prähistoriker und Kunsthistoriker, Professor an der Universität Jena, Gründer und langjähriger Leiter des Germanischen Museums der Universität Jena und einer der Begründer der Ur- und Frühgeschichtsforschung im heutigen Thüringen und Sachsen-Anhalt